# Бостанлыкский район
Бостанлыкский район (тума́н; узб. Boʻstonliq tumani / Бўстонлиқ тумани) — район Ташкентской области Республики Узбекистан. Административный центр — город Газалкент.

## История
До 1876 года территория Бостанлыкского района находилась в составе Кокандского ханства.
После завоевания Российской империей Кокандского ханства, его территории вошли в Сырдарьинскую область новообразованного Туркестанского генерал-губернаторства.
С 27 ноября 1917 года по 22 февраля 1918 года восточная часть Туркестанского генерал-губернаторства относилась к непризнанному государственному образованию — Туркестанской автономии.
После краха Российской империи и установления советской власти часть территории Туркестанского генерал-губернаторства вошла в состав Туркестанской АССР РСФСР.
В октябре 1924 года в СССР было осуществлено Национально-территориальное размежевание Средней Азии, по итогам которого из Туркестанской АССР было образовано 5 административных единиц различного ранга.
По результатам данного размежевания территория нынешнего Бостанлыкского района была передана Киргизской АССР в составе РСФСР. В 1929 году произошло Бостандыкское восстание.
После образования в 1936 году Казахской ССР на месте упразднённой Киргизской АССР вошла в состав Южно-Казахстанской области под названием Бостандыкский район.
13 февраля 1956 года район был передан из Казахской ССР в Ташкентскую область Узбекской ССР и переименован в Бостанлыкский район.
24 декабря 1962 года он был включён в Верхнечирчикский район, а 25 декабря 1968 года снова преобразован в Бостанлыкский район в составе Ташкентской области.

## География
Бостанлыкский район расположен в северо-восточной части Ташкентской области. С севера граничит с Республикой Казахстан, с северо-востока и востока — с Республикой Кыргызстан, с юго-запада — с Кибрайским, с юга — с Паркентским и Ахангаранским районами Ташкентской области, с юго-востока — с Папским районом Наманганской области.
Площадь района составляет 4940 км² (крупнейший в Ташкентской области). Территория Бостанлыкского района является одним из самых высокогорных районов Узбекистана.
На территории района находятся горные системы: восточный Тянь-Шань, хребет Каржантау, Пскемский хребет, Угамский хребет и Чаткальский хребет.

## Природа

### Климат
Климат территории района является умеренным континентальным с жарким летом при достаточно холодной зиме.
Среднегодовая температура составляет +15,0 °C; средняя температура января равна -9,0 °C, средняя температура июля — +21,0 °C. Абсолютный минимум температуры составил -26 °C, абсолютный температурный максимум — +46 °C.
В среднем на территории района выпадает 500-600 мм осадков за год (основная часть осадков бывает весной и осенью). Вегетационный период длится 210-215 дней.

### Почвы
Почвенный покров адыров образуют в основном серозёмы и лугово-серозёмные почвы.

### Рельеф
Рельеф Бостанлыкского района относительно однообразен и представлен в основном возвышенностями, горами и высокогорьем.
Низменности распространены в западной и частично южной части района. Адыры есть повсеместно, кроме северной части, где встречается только высокогорье.
Горами занята почти вся часть территории, где располагаются высокие горные системы восточный Тянь-Шань, хребет Каржантау, Пскемский хребет, Угамский хребет и Чаткальский хребет.
Высоты на территории района увеличиваются в направлении с запада на восток и с юга на север. Южная и западная части района в среднем находятся на высоте 1000 метров над уровнем моря.
Остальная часть территории района, где преобладает высокогорье, находится на высоте от 1200 до 4000 метров над уровнем моря.
Наивысшей точкой района является пик Аделунга Пскемского хребта высотой 4301 метр. На 2-м месте по высоте располагается ещё один пик Пскемского хребта — Бештор высотой 4299 метров.
Кроме перечисленных пиков, на территории района находится множество высоких гор и пиков, высота которых от 1000 до 4000 метров над уровнем моря.
Наиболее крупные и значимые вершины и пики района: Акташ, Большой Чимган, Кызылнура, Мингбулак, Пулатхан и другие.
Через многие относительно высокие горы проходят автомобильные перевалы. Холмы образованы в основном песчаниками и лёссами. Подножия многих гор в основном состоят из сланца и гранита.
Территория района входит в сейсмоопасную зону, в которой ежегодно происходят от 5 до 8 и более землетрясений различной силы.

### Гидрография
Почти со всех горных хребтов стекают водотоки (саи), некоторые из них превращаются в реки. Основная часть саев и водотоков являются притоками реки Чирчик.
Наиболее крупные из них Бельдерсай, Пскем, Угам, Коксу, Чимгансай и другие.
По территории района протекает ещё 1 река — Чаткал, которая иногда считается левой составляющей реки Чирчик.
Воды почти всех рек впадают во водохранилища, в том числе в Чарвакское водохранилище. Воды многих рек используются на орошаемое земледелие, практикуемое на пологих склонах у подножья гор.
На территории района залегают подземные воды. В основном, они находятся на глубине от 2-3 метров до 6-20 метров.
На территории Бостанлыкского района расположена крупнейшая гидроэлектростанция Узбекистана — Чарвакская ГЭС. Годовая выработка электроэнергии в ней составляет 2000 млн. кВт⋅ч.
Чарвакская ГЭС, как и другие гидроэлектростанции района, входит в один из крупнейших в Средней Азии каскадов ГЭС — Чирчик-Бозсуйский..

### Флора и фауна
На территории района повсеместно распространены дженгилы, сладколистные Астрагалы, полыни и другие лечебные горные растения.
В горной местности в дикорастущем виде встречаются яблоня, арча, грецкий орех, фисташка, миндаль, шиповник, барбарис и другие растения.
Из млекопитающих на территории района встречаются бурые медведи, волки, лисы, кабаны, архары и другие виды горных козлов и баранов, зайцы, барсуки.
Имеются неоднократные сообщения об обнаружении на севере и востоке района снежных барсов. Из других видов животных распространены вараны, другие виды ящериц и змей.
Из птиц здесь обитают беркуты и другие виды орлов и ястребиных, утки, кеклики, сороки и другие.

## Административно-территориальное деление
Административным центром района является Газалкент с населением более 25 000 человек, который одновременно остаётся единственным населённым пунктом в районе со статусом города.
В состав района входят:
- 17 городских посёлков:

1. Бурчмулла (Burchmullo),
2. Искандар (Iskandar),
3. Каранкуль (Qoronqul),
4. имени Курбонова (Qurbonov nomli),
5. Кушкурган (Qo`shqo`rg`on),
6. Паргос (Pargos),
7. Сайлык (Soyliq),
8. Сари Кангли (Sari Qangli),
9. имени Собира Рахимова (Sobir Rahimov nomli),
10. Талпин (Talpin),
11. Тулабе (Tulabe),
12. Уенкулсай (Uyenqulsoy),
13. Ходжикент (Xo`jakent),
14. Хужа (Ho`ja),
15. Хумсан (Xumson),
16. Чарвак (Chorvoq),
17. Чинор (Chinor).

- 24 сельских схода граждан:

1. Абай,
2. Азадбаш,
3. Айдаралы,
4. Богустан,
5. Бостанлык,
6. Газалкент,
7. Джаханабад,
8. Думалак,
9. Караманас,
10. Кошкурган (Кушкарган),
11. Кызыл-ту,
12. Паpгос,
13. Сайлык,
14. Сиджак,
15. Таваксай,
16. имени Тошпулата Дадабаева,
17. Хандайлык,
18. Хужакент,
19. Хумсан,
20. Чимбайлык,
21. Чимган,
22. Юмалак,
23. Янгиаул.

В районе имеются многочисленные маленькие кишлаки, некоторые из которых расположены в труднодоступном высокогорье.

## Население
По данным 2000 года, в районе проживало 142 900 человек. По данным на 2013 год, в районе насчитывалось около 160 000 человек.
Более 60% жителей района проживает в сельской местности. В районе проживают 72 000 узбеков, которые составляют 45,1% населения.
В значительном количестве представлены: казахи — 42 300 (26,5%), таджики — 27 100 (17,0%), русские — 12 000 (7,5%).
Также имеются диаспоры украинцев, татар, корейцев и других национальностей, которые составляют почти 4% населения.

## Хозяйство

### Сельское хозяйство
Земельный фонд района в целом составляет 479 000 га. Из них 209 900 га используется для выращивания сельскохозяйственных продуктов, 6800 га — для выращивания многолетних насаждений, 190 000 га — для пастбищ.
В Бостанлыкском районе в основном развиты отрасли сельского хозяйства: скотоводство, земледелие (хлопководство, овощеводство, бахчеводство, садоводство, виноградарство).
Действуют 22 ширкатных (кооперативных) хозяйства, специализирующихся на животноводстве, птицеводстве, пчеловодстве, зерноводстве, хлопководстве и овощеводстве.
Общее количество фермерских хозяйств превышает 140. Ежегодно на территории района выращивается в среднем 7000 тонн зерна. С этим показателем район является одним из главных поставщиков зерна в Ташкентской области.
В частном и общественном владении имеется в общей сложности 25 100 голов крупного рогатого скота, 67 800 голов мелкого рогатого скота (овец и коз), 18 000 голов домашней птицы, 4800 голов лошадей в табунах.
В лесном хозяйстве района находится 23 100 га земель. В лесном хозяйстве в основном выращиваются орешники.
Хозяйство поставляет населению за год около 3000 саженцев ореха и чуть меньше винограда. В лесном хозяйстве ведётся заготовка лекарственных горных растений.

### Промышленность
Экономика и промышленность Бостанлыкского района являются одним из самых развитых в Ташкентской области и находятся на 2-м месте после Кибрайского района.
На территории района имеются месторождения золота, бурого угля, меди, мрамора, гранита и сланцев.
Разработка этих месторождений ведётся в основном открытым способом. Функционируют предприятия по переработке мрамора и хлопка.
Есть предприятия по производству кирпичей, бетонных плит, напитков, кондитерских изделий, молочных продуктов и продуктов питания.
Функционируют более 2540 предприятий малого бизнеса, более 30 различных предприятий, из них 22 — совместных.
В частности, это предприятия «G’azalkent oyna» (производство стекла), «Ozborn Textile» (текстиль), «Конвин» (алкоголь), «Агромир Газалкент» (консервы), «Bo’stonliqsut» (молочная продукция).
В 2011 году объём промышленной продукции достиг 102,6 млрд сум, а объём сельскохозяйственной продукции — 208,7 млрд сум.

### Транспорт
Общая длина автомобильных дорог на территории Бостанлыкского района составляет более 400 км, из них около 180 км приходится на автодороги республиканского значения.
По южной части района проходит железная дорога. Самой крупной железнодорожной станцией является Ходжикент. Поддерживается автобусное сообщение по многим маршрутам.

## Социальная сфера

### Образование
По состоянию на 2014 год, на территории Бостанлыкского района функционирует 53 общеобразовательные школы, в которых получают образование более 32 000 детей.
По состоянию на 2004 год, на территории района действовал 1 профессиональный колледж.

### Культура и просвещение
В Бостанлыкском районе ведут работу Дворец культуры, дома культуры и многочисленные клубы. В каждом населённом пункте района открыты центральные библиотеки.
Кроме распространённых по всему Узбекистану и Ташкентской области газет, журналов, радиостанций и телеканалов, на территории Бостанлыкского района с 1936 года издаётся двуязычная газета (на узбекском и казахском языках) под названиями «Бустонлик овози» и «Бостандық даусы» (Голос Бостанлыка) соответственно.

### Медицина
По состоянию на середину 2000-х годов, в районе действовало 2 больницы, поликлиники, 1 туберкулёзный диспансер, 18 фельдшерско-акушерских пунктов. Сельские врачебные пункты и амбулатории есть почти в каждом населённом пункте.
На территории Бостанлыкского района находится множество различных санаториев и мест реабилитации для больных с почти всеми видами заболеваний.
Благодаря горному воздуху и природе, санатории района привлекают людей со всей Ташкентской области и всего Узбекистана и из других стран..

### Спорт
В Бостанлыкском районе функционируют стадионы, спортзалы, спортплощадки, бассейны и другие спортивные сооружения.
Многие спортсмены Узбекистана и других стран проводят свои подготовительные сборы на территории данного района из-за горного воздуха, хорошей экологии и инфраструктуры.

## Туризм
На территории Бостанлыкского района находятся крупнейшие места отдыха в Узбекистане. Именно здесь сосредоточены многочисленные летние и зимние (в том числе детские) лагеря, горнолыжные центры, базы альпинистов, спортивные базы, санатории и пляжи на берегу Чарвакского водохранилища.
Крупнейшими центрами туризма являются берега Чарвакского водохранилища и реки Чирчик, Бурчмулла, Газалкент, Искандар, Сиджак, Чарвак.